# Adobogiona (Schwester des Brogitaros)
Adobogiona (altgriechisch Ἀδαβογιώνα) war eine im 1. Jahrhundert v. Chr. lebende galatische Adlige.
Adobogiona war eine von drei bezeugten Trägerinnen dieses Namens, die alle der adligen Oberschicht der Tolistobogier und Trokmer angehörten. Sie war die Tochter eines nicht näher bekannten Deiotaros und die Schwester des galatischen Königs Brogitaros nach aufgefundenen Inschriften von Pergamon und des westkleinasiatischen Heiligtums Didyma. Mit ihrem Bruder stiftete sie dem Gott Apollon um 90 v. Chr. drei Phialen in Didyma. Um etwa dieselbe Zeit wurde sie in Methymna als Wohltäterin geehrt.
Um 86 v. Chr. heiratete Adobogiona den pergamenischen Priester Menodotos und hatte mit ihm den Sohn Mithridates von Pergamon. Laut Strabon hatte Adobogiona zeitweilig am Hof des bekannten romfeindlichen Königs Mithridates VI. von Pontos gelebt und war dessen Mätresse geworden; und gerüchteweise soll sie mit diesem mächtigen Herrscher ihren Sohn gezeugt und nach ihm benannt haben. Ihr Sohn assistierte 48/47 v. Chr. Caesar entscheidend im Alexandrinischen Krieg und wurden vom römischen Feldherrn nach dessen Sieg zur Belohnung zum König des Bosporanischen Reichs und Tetrarchen der Trokmer ernannt. Über Adobogionas Leben ist ansonsten nichts bekannt.